# Ausnahmezustand in Indien 1975–1977
Am 25. Juni 1975 ließ Premierministerin Indira Gandhi den Ausnahmezustand in Indien proklamieren (englisch unter dem Begriff The Emergency bekannt). Der Ausnahmezustand bestand über 21 Monate bis zum 21. März 1977. In dieser Zeit waren die Grundrechte wie Pressefreiheit aufgehoben oder eingeschränkt, zahlreiche Oppositionelle wurden inhaftiert und die Premierministerin regierte weitgehend per Dekret. Die Zeit des Ausnahmezustandes zählt zu den am kontroversesten diskutierten Perioden der neueren indischen Geschichte.
Bei der im März 1977 durchgeführten Parlamentswahl erlitt die von Indira Gandhi geführte Kongresspartei eine schwere Niederlage, die erste größere in ihrer Geschichte, was das Ende des Ausnahmezustandes bedeutete.

## Vorgeschichte

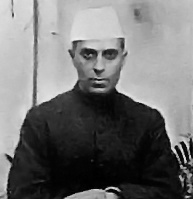
Jawaharlal Nehru, erster Premierminister des unabhängigen Indien und Vater von Indira Gandhi

Nach der Unabhängigkeit Indiens 1947 von der britischen Kolonialherrschaft etablierte sich der Indische Nationalkongress, der hauptsächlich Träger der landesweiten Unabhängigkeitsbewegung gewesen war, als führende Regierungspartei. Bei den gesamtindischen Wahlen zum Parlament in den ersten Jahren der Unabhängigkeit gewann die Kongresspartei zwischen 50 und 75 % der Wahlkreise und Parlamentssitze. Die größten Oppositionsparteien waren die Kommunisten, sozialistische Parteien, Hindu-Nationalisten und die Swatantra-Partei, die alle jedoch nur mit weitem Abstand auf die Kongresspartei folgten. Die Wahlerfolge der Kongresspartei wurden dabei durch das geltende relative Mehrheitswahlrecht begünstigt, das dazu führte, dass Kongresspartei-Kandidaten aufgrund der Zersplitterung der Opposition in der Regel auch schon dann ihren Wahlkreis gewinnen konnten, wenn sie nur auf etwa 30 % der Gesamtstimmen kamen.
Weitgehend unangefochtener politischer Führer in dieser Zeit war Jawaharlal Nehru, der ehemalige Mitstreiter und Weggefährte Mahatma Gandhis. Nach dem relativ überraschenden Tod Nehrus im Jahr 1964 ergab sich ein Machtvakuum in der Kongresspartei und es war zunächst unklar, wer die Führung übernehmen sollte. Für nur wenige Tage übernahm Gulzarilal Nanda das Amt des Premierministers und wurde dann durch Lal Bahadur Shastri abgelöst, der im Wesentlichen die Politik Nehrus fortführte (Staatssozialismus im Inneren, Blockfreiheit in der Außenpolitik). Auch die Tochter Nehrus, Indira Gandhi, erhielt in der Regierung Shastri ein Ministeramt, das des Ministers für Telekommunikation und Rundfunk. Nach dem ebenfalls relativ überraschenden Tod Shastris auf der Konferenz von Taschkent 1968, auf der er ein Abkommen zur Beendigung des Zweiten Indisch-Pakistanischen Krieges unterzeichnet hatte, wurde Indira Gandhi zur neuen Vorsitzenden der Kongresspartei gewählt. Ihr Haupt-Gegenkandidat war Morarji Desai vom konservativen Flügel der Kongresspartei.
In den folgenden Jahren bewegte sich Indira mit ihrer Politik deutlich in Richtung des linken politischen Spektrums. 1969 wurden wichtige Banken verstaatlicht und die Pensionszahlungen an die vormaligen indischen Fürsten (Privy Purse), die diese als Entschädigung für die Abgabe ihrer Länder an die Indische Republik erhalten hatten, eingestellt. Schließlich überwarf sich Indira Gandhi mit den anderen Führern der Kongresspartei in verschiedenen politischen Fragen, so dass sie 1969 durch den Parteipräsidenten S. Nijalingappa aus der Kongresspartei ausgeschlossen wurde. Die machtbewusste Indira sammelte daraufhin ihre Anhänger hinter sich und die Mehrheit der Kongresspartei-Abgeordneten folgte ihr, so dass sich die Kongresspartei in einen kleineren Indian National Congress (Organisation) (Congress (O)) und einen größeren Congress (R) – letzterer unter der Führung von Indira – aufspaltete. Beide Fraktionen beanspruchten, der legitime Nachfolger der alten Kongresspartei zu sein. Bei den landesweiten Wahlen 1971 konnte Indiras Kongress einen erdrutschartigen Sieg erringen und gewann 352 der 520 Parlamentssitze, während der Congress (O) mit dem Spitzenkandidaten Morarji Desai nur 51 Sitze gewann. Danach war klar, wer die Nachfolge der alten Kongresspartei angetreten hatte, und das Suffix „(R)“ wurde fortan weggelassen.

## Nach der Parlamentswahl 1971

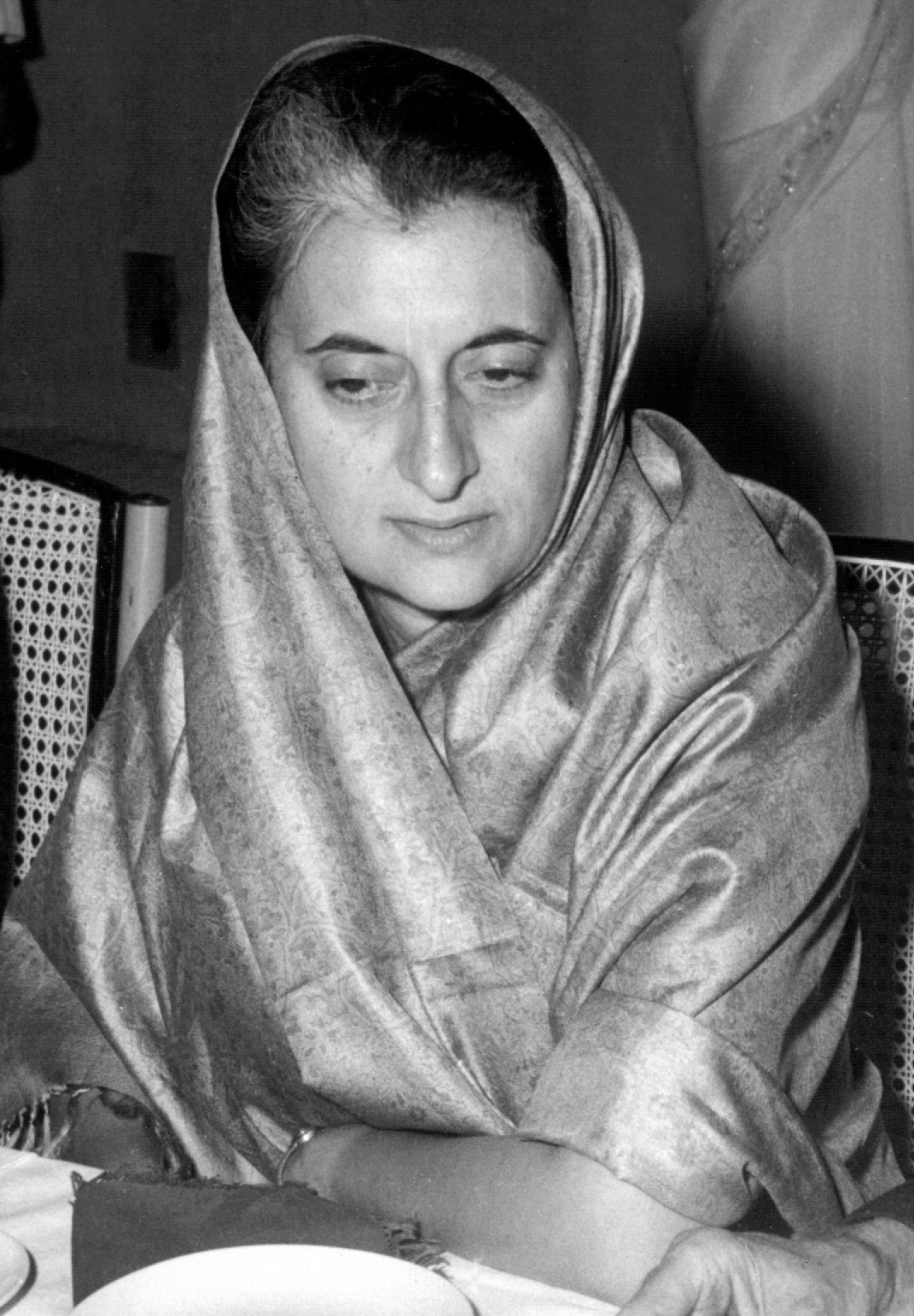
Indira Gandhi als Premierministerin

Die neue Kongresspartei unter der Führung Indiras war nur noch begrenzt mit der alten Kongresspartei vergleichbar, in der es einen erheblichen Pluralismus der Meinungen und eine innerparteiliche Demokratie gegeben hatte. In Indiras Kongress wurden Entscheidungen häufig zentralistisch gefällt, und zwar oft nicht im Kabinett der Premierministerin, sondern in ihrem Büro, in dem ihr Hauptberater und Sekretär P. N. Haksar eine zentrale Rolle spielte, umgeben von einem kleinen Zirkel von Beratern, die häufig von Kaschmir-brahmanischer Herkunft waren, die von Kritikern so genannte „Kashmiri Mafia“. Im Verlaufe ihrer Amtszeit fällte die Premierministerin auch immer wieder einsame Entscheidungen, mit denen sie auch ihre engen Berater überraschte oder schockierte. Die unteren Parteiränge realisierten, dass ihr Aufstieg innerhalb der Partei wesentlich von der Gunst Indiras abhing und so entwickelte sich ein ausgeprägter Personenkult und vorauseilender Gehorsam gegenüber der Parteiführerin. Auf dem Höhepunkt ihres Einflusses war es der Premierministerin möglich, handverlesene Personen ihres Vertrauens zu Chief Ministern in den Bundesstaaten zu ernennen, während die Kongresspartei, die diese Amtsträger eigentlich hätte wählen sollen, dazu degradiert wurde die Entscheidungen Indiras „abzunicken“. Einen Gipfelpunkt der Personalisierung und Zentrierung auf eine einzige Person erreichte der Präsident der Kongresspartei Dev Kant Barooah 1974 mit seinem Slogan Indira is India and India is Indira („Indira ist Indien und Indien ist Indira“) und seiner Erklärung, dass „Indien ohne Opposition auskommen kann, die Opposition ist irrelevant für die Geschichte Indiens“ (India can do without an Opposition; the Opposition is irrelevant to the history of India).
Unter den einfachen Bevölkerungsschichten genoss die charismatische Premierministerin eine erhebliche Verehrung. Sie wurde teilweise als Indira Amma, die Personifikation von Mutter Indien gesehen und zum Teil sogar als hinduistische Gottheit oder Kaiserin von Indien porträtiert. Mit ihrem populistischen Wahlslogan Garibi Hatao ! („Beseitigt die Armut!“) von 1971 hatte sie den Unterprivilegierten ein besseres Leben in Aussicht gestellt. Vom 3. bis 16. Dezember 1971 kam es unter ihrer Regierung zum Krieg mit Pakistan, der mit der Unabhängigkeit Ost-Pakistans unter dem Namen Bangladesch endete. Am 18. Mai 1974 explodierte die erste indische Atombombe auf dem Testgelände Pokhran in der Wüste Thar in Rajasthan. Diese Demonstrationen indischer Stärke steigerte die Popularität Indira Gandhis.

## Dauerkonflikte mit den Gerichten und Widerstand gegen die Politik Indiras
Die sozialistische Politik Indiras stieß jedoch auch auf Widerstände. Insbesondere kam es zu einem Dauerkonflikt der Premierministerin mit den oberen Gerichten Indiens. In einem grundlegenden Urteil im Fall Golaknath v. State Of Punjab (Kläger Golaknath gegen den Bundesstaat Punjab), bei dem es um die Enteignung der Landbesitzerfamilie Golaknath ging, urteilte 1967 der Oberste Indische Gerichtshof (Supreme Court of India) zugunsten des Klägers, dass die in der indischen Verfassung verankerten Grundrechte (darunter auch das Eigentumsrecht) unverletzlich seien und auch nicht durch vom Parlament beschlossene Gesetze oder Verfassungszusätze (Amendments) aufgehoben werden könnten.
Daraufhin verabschiedete Indiras Kongresspartei mit ihrer Zweidrittelmehrheit im Parlament 1971 den 24. Verfassungszusatz zur indischen Verfassung, nach dem das Parlament auch das Recht besitzen sollte, sämtliche Teile der Verfassung per Gesetz (Verfassungszusatz) zu ändern. Nachdem der Oberste Gerichtshof auch die Aufhebung des Privy Purse als rechtswidrig erklärt hatte, beschloss Indiras Kongress den 26. Verfassungszusatz, mit dem diese Entscheidung des Gerichtes praktisch aufgehoben wurde. Mit einer knappen Mehrheit von 7:6 Stimmen hob der Oberste Gerichtshof im Fall Kesavananda Bharati v. State of Kerala den kurz zuvor beschlossenen 24. Verfassungszusatz 1973 wieder auf und betonte die Unantastbarkeit der Grundrechte in der Verfassung.
In den Jahren 1973 bis 1975 kam es in verschiedenen Teilen des Landes zu Unruhen gegen die Regierung, darunter auch in Gujarat, wo infolgedessen die oppositionelle Janata Front, ein Wahlbündnis verschiedener Parteien, die Wahlen zum regionalen Parlament 1975 gewinnen konnte. Ab 1974 gab es sozialistisch-revolutionär inspirierte Unruhen in Bihar unter der Führung von Jayaprakash Narayan (J. P. movement oder Bihar movement), der zum Sturz der Regierung und täglichen landesweiten Demonstrationen aufrief, und im Mai 1974 kam es zu einem landesweiten Eisenbahnerstreik, der die Infrastruktur des Landes lahmzulegen drohte und gegen den die Regierung mit Härte und umfangreichen Verhaftungen von Streikenden vorging.
Der entscheidende Auslöser für die Ausrufung des Ausnahmezustandes war jedoch wieder ein Gerichtsurteil. Bei der Parlamentswahl 1971 war Raj Narain im Wahlkreis Rae Bareli in Uttar Pradesh gegen die Premierministerin angetreten und hatte die Wahl verloren. Daraufhin klagte Narain auf Annullierung des Wahlergebnisses, da seine Gegenkandidatin, die Premierministerin, unerlaubte Mittel verwendet hätte, indem sie sich im Wahlkampf der staatlichen Institutionen bedient habe. Dazu gehörte zum Beispiel der Einsatz von Polizisten sowie die Nutzung von Elektrizität aus einer staatlichen Quelle bei Wahlkampfveranstaltungen. Der Kläger bekam im Fall State of Uttar Pradesh v. Raj Narain durch den Allahabad High Court am 12. Juni 1975 Recht zugesprochen, wobei durch das Gericht ausdrücklich die schwerwiegenderen Anschuldigungen, wie Bestechlichkeit und Wählerstimmen-Manipulation abgewiesen wurden. Die vergleichsweise geringfügigen Verfehlungen hatten zur Folge, dass der High Court die Wahl Indiras im Wahlkreis Rae Bareli für ungültig erklärte, ihren Parlamentssitz aberkannte und ihr untersagte, in den nächsten sechs Jahren an Wahlen teilzunehmen. Zuvor war die Premierministerin in einer bisher dahin nie dagewesenen Weise durch den High Court ins Kreuzverhör genommen worden. Ihr Amt als Premierministerin war von dem Urteil nicht betroffen. Trotzdem nutzte die Opposition das Urteil zu massiver Agitation gegen Indira und es kam zu Massenstreiks der Gewerkschaften und Studentenunruhen.
Die Premierministerin focht das Urteil an und ging in Revision vor dem Obersten Gerichtshof. Am 24. Juni 1975 entschied der Supreme Court, dass das Urteil Gültigkeit habe. Am Folgetag kam es zu von der Opposition organisierten massiven Protesten in Delhi, bei denen teilweise offen zum Umsturz der Regierung aufgerufen wurde.

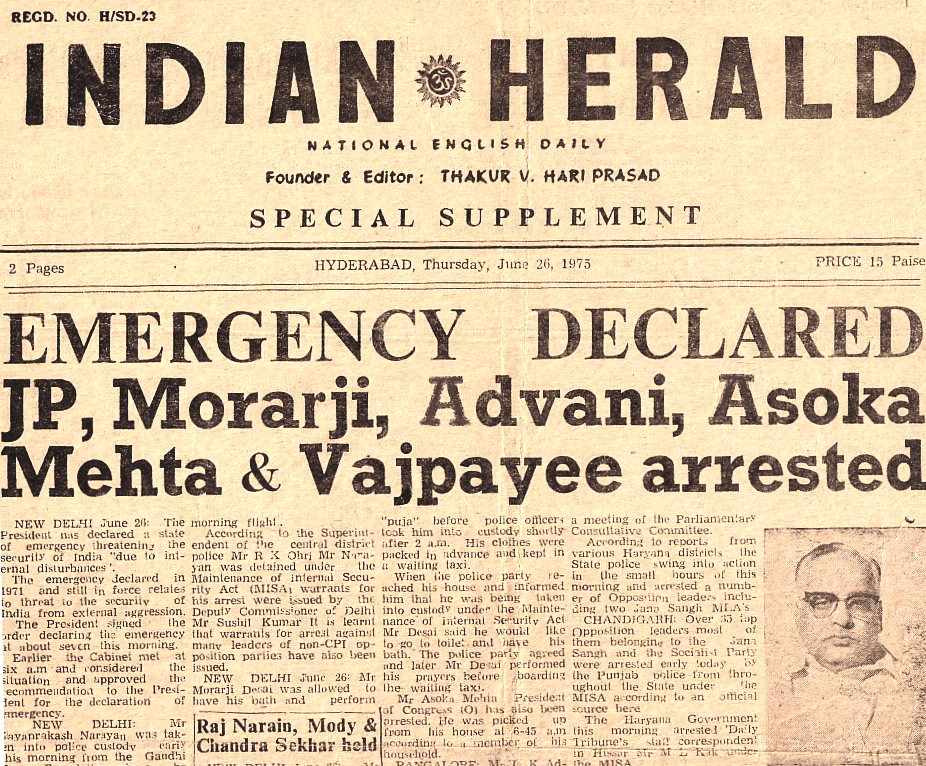
Titelseite des Indian Herald vom 26. Juni 1975 mit der Nachricht über die Verhaftung von prominenten Politikern (Jayaprakash Narayan, Morarji Desai – Congress (R), A. B. Vajpayee und L. K. Advani (beide Jan Sangh), Ashoka Mehta (Sozialistische Partei))

Noch am gleichen Tag, dem 25. Juni 1975 erwirkte die Premierministerin, ohne zuvor ihre Minister konsultiert zu haben, bei dem ihr ergebenen Präsidenten Fakhruddin Ali Ahmed die Ausrufung des Ausnahmezustandes (state of emergency). In der Proklamation des Präsidenten hieß es:

“In exercise of the powers conferred by clause (1) of Article 352 of the Constitution, I, Fakhruddin Ali Ahmed, President of India, by this Proclamation declare that a grave emergency exists whereby the security of India is threatened by internal disturbance.”

„In Ausübung der Befugnisse, die mir durch Absatz 1 des Artikels 352 der Verfassung übertragen sind, erkläre ich, Fakhruddin Ali Ahmed, Präsident Indiens, dass ein schwerwiegender Notstand besteht, durch den die Sicherheit Indiens durch innere Unruhen gefährdet ist.“

Der Ausnahmezustand war zunächst verfassungsgemäß auf sechs Monate Dauer befristet. Die Premierministerin ließ ihn jedoch mehrfach jeweils kurz vor Auslaufen der 6-Monatsfrist durch den Präsidenten für weitere sechs Monate verlängern.

## Ereignisse zur Zeit des Ausnahmezustandes
Begründet wurde der Ausnahmezustand mit der Gefährdung der öffentlichen Sicherheit und der Gefährdung der wirtschaftlichen Stabilität des Landes durch die Unruhen. Als erste Maßnahme ging eine Verhaftungswelle über das Land. Zahlreiche Demonstranten, Streikführer und Vertreter der politischen Opposition wurden inhaftiert. Zu den damals Inhaftierten gehörten u. a. Raj Narain, Morarji Desai, Charan Singh, Ashoka Mehta, Jivatram Kripalani, George Fernandes, Atal Bihari Vajpayee, Lal Krishna Advani und viele Funktionäre der Kommunistischen Parteien. Nur wenige Politiker aus Indiras Kongresspartei opponierten gegen den Ausnahmezustand, so unter anderen Chandra Shekhar, Ram Dhan, Krishan Kant und Mohan Dharia. Diese wurden ebenfalls in Haft genommen. Insgesamt wurden während des Ausnahmezustandes mehr als 100.000 Personen ohne Gerichtsverfahren für unbestimmte Zeit inhaftiert. Organisationen der Opposition wie Rashtriya Swayamsevak Sangh (RSS) und Jamaat-e-Islami Hind wurden verboten. Mehrere Bundesstaats-Regierungen, die in Opposition zu Indiras Kongress standen, wurden durch die Zentralregierung abgesetzt und die Bundesstaaten unter president’s rule gestellt. In Tamil Nadu wurde die in Opposition zu Indiras Kongress stehende DMK-Regierung abgesetzt und führende Politiker von Dravida Munnetra Kazhagam inhaftiert. Auch die Janata-Front-Regierung in Gujarat wurde abgesetzt. Mehrere High Courts in den Bundesstaaten erklärten, dass die Festnahmen juristisch anfechtbar seien, jedoch wurden die Urteile der High Courts durch den Supreme Court, zu dessen Vorsitzenden Indira A. N. Ray ernannt hatte, aufgehoben. Viele Oppositionelle gingen in den Untergrund, um der Verhaftung zu entgehen. Vereinzelt kam es auch zur Misshandlung oder Folter von Verhafteten in Polizeigewahrsam. Einige Tötungsdelikte sind in diesem Zusammenhang bekannt geworden. Einen wesentlichen, größeren und gewalttätigen Widerstand gegen die Regierungsmaßnahmen gab es bemerkenswerterweise nicht. Indira und ihre Berater hatten einen größeren Widerstand der Oppositionsparteien, der Gewerkschaften und der Presse befürchtet. Aber all dies trat nicht ein, fast das ganze Land fügte sich der verordneten Quasi-Diktatur der Premierministerin. Wie Indira es später ausdrückte: „Not a dog barked“' – „Nicht einmal ein Hund bellte“.
Es gab auch Befürworter der Regierungsmaßnahmen. Der Sozialreformer Vinoba Bhave begrüßte die Maßnahmen als notwendig zur Wiederherstellung geordneter Verhältnisse, ebenso der Industrielle Jehangir Ratanji Dadabhoy Tata und die Chief Ministerin von Orissa Nandini Satpathy. Andere argumentierten, dass durch den Ausnahmezustand plötzlich Disziplin in das öffentliche Leben gekommen sei. Die Züge seien plötzlich sprichwörtlich pünktlich gewesen, es habe Ruhe und Ordnung geherrscht, die Kriminalitätsrate und die Gewalttätigkeiten zwischen Hindus und Muslimen hätten deutlich abgenommen und die Wirtschaft habe floriert.
Während der Zeit des Ausnahmezustandes wurden alle angesetzten Wahltermine ausgesetzt. Indira Gandhi konnte sich auf die große Mehrheit ihrer Partei im Parlament stützen und regierte ansonsten per Dekret direkt über das Parlament hinweg. Den Ausnahmezustand sah die Premierministerin auch als Möglichkeit Maßnahmen zu ergreifen, die in einem normalen Gesetzgebungsverfahren kaum oder nur langsam zu realisieren gewesen wären. So initiierte sie ein 20-Punkte-Programm zur Ankurbelung des Wirtschaftswachstums und der landwirtschaftlichen Produktivität. Parallel sollten die Armut und der Analphabetismus bekämpft werden.
Ein Feld der Regierungsmaßnahmen waren Initiativen zur Eindämmung des Bevölkerungswachstums. Insbesondere für Indiras Sohn Sanjay Gandhi, der – ohne ein Parlamentsmandat oder einen offiziellen Posten in der Regierung zu haben – zunehmend an Einfluss gewann, war das unkontrollierte rasante Bevölkerungswachstum Indiens ein Hauptproblem. Sanjay Gandhi war zum Führer des Youth Congress, der Jugend- und Nachwuchsorganisation der Kongresspartei aufgestiegen und nutzte diese Organisation, um seine Ziele bzw. die Ziele seiner Mutter durchzusetzen. Ein Programm zur Geburtenkontrolle wurde begonnen, das vor allem auf freiwillige Sterilisationen setzte. Als Anreiz zur Sterilisation wurden materielle Vergünstigungen geboten (Land, Wohnungen usw.). Die Zahl der Sterilisierungen verdreifachte sich von 1976 bis 1977 im Vergleich zum Vorzeitraum auf 8,3 Millionen. Dabei wurden die verantwortlichen Behörden vor Ort erheblich unter Druck gesetzt, indem Planziele festgesetzt wurden, wie viele Personen in einem gewissen Zeitraum sterilisiert werden sollten. Vor allem Arme und Angehörige niederer Kasten wurden sterilisiert. Kritiker behaupteten, dass es zu Zwangssterilisationen und Sterilisationen ohne vorherige umfassende Aufklärung der Betroffenen gekommen sei. Das ganze Programm geriet in Misskredit und wurde insgesamt als Fehlschlag bewertet, da es die gesamte Familienplanung in ein schlechtes Licht gerückt hatte, so dass sich spätere indische Regierungen nur zögerlich wieder mit dem heiklen und negativ besetzten Thema befassen konnten.
Ebenfalls negativ mit dem Namen Sanjay Gandhis assoziiert wurde die gewaltsame Räumung der Slumsiedlung am Turkman Gate in Delhi, die vor allem durch Muslime bewohnt war, im April 1976 durch Planierraupen. Auslöser war eine Bemerkung Sanjays, er wolle von der Jama Masjid, der Hauptmoschee Delhis, einen freien Blick auf das India Gate haben. Infolgedessen wurden im Rahmen eines Programms zur Slumbeseitigung und Stadtverschönerung Tausende von Slumbewohnern vertrieben und mehr als 800 Wohnungen abgerissen. Bei Zusammenstößen mit der Polizei gab es etliche Todesopfer. Die rabiat vertriebenen Slumbewohner mussten zum Teil jahrelang oder vergeblich um neue Unterkünfte kämpfen.
In einem vertraulichen Gespräch am 21. Oktober 1975 zwischen dem damaligen amerikanischen Botschafter William B. Saxbe und P. N. Dhar, Indiras Privatsekretär, das Jahrzehnte später durch WikiLeaks veröffentlicht wurde, führte letzterer aus, dass eines der Ziele des proklamierten Ausnahmezustandes die Einführung eines Präsidialsystems nach amerikanischem Vorbild anstelle des bisherigen parlamentarischen Systems nach britischem Vorbild (Westminster-style democracy) gewesen sei, da jenes sich als ineffizient erwiesen habe. Ernsthafte Anstrengungen, während des Ausnahmezustandes die Verfassung zu ändern, wurden allerdings nicht unternommen.

## Suspendierung des Ausnahmezustandes und Neuwahlen

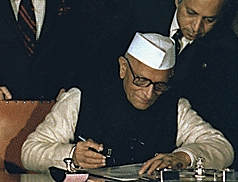
Morarji Desai als Premierminister 1978

Nachdem sich die innenpolitische Lage beruhigt hatte, verkündete Indira Gandhi am 18. Januar 1977 relativ überraschend die Suspendierung des Ausnahmezustandes und die Abhaltung freier Wahlen. Alle unter dem Ausnahmezustand inhaftierten politischen Gefangenen wurden freigelassen und die Pressezensur wieder aufgehoben. Die Gründe, die Indira zu diesem Zeitpunkt zur Aufhebung des Ausnahmezustandes veranlasst hatten, sind unbekannt. Vom 16. bis 20. März 1977 wurden Wahlen zum indischen Parlament abgehalten, bei denen Indira als Spitzenkandidatin der Kongresspartei auftrat. Die Oppositionsparteien hatten sich in der Janata Party, einer heterogenen Partei, deren einziger gemeinsamer Nenner die Opposition gegenüber dem Ausnahmezustand war, zusammengeschlossen.
Die Opposition stellte die Wahl als eine letzte Entscheidung zwischen Demokratie und drohender Diktatur dar. Bei der Wahl erlitt Indiras Kongresspartei eine vernichtende Wahlniederlage und die Zahl der Kongresspartei-Abgeordneten wurde von 352 auf 153 (von 544) mehr als halbiert. Die Janata Party gewann 298 Sitze und die mit ihr verbündeten Parteien 47. Morarji Desai wurde anschließend zum Premierminister einer erstmals nicht von der Kongresspartei geführten Regierung gewählt. Am 21. März 1977, nachdem die Niederlage Indiras offenbar geworden war, endete der Ausnahmezustand auch offiziell.
Die von der Janata Party geführte Regierung zerstritt sich jedoch in Kürze heillos aufgrund der divergierenden Einzelinteressen, so dass 1980 Neuwahlen erfolgen mussten, die erneut Indira Gandhi mit ihrer Kongresspartei gewann.

## Beurteilung der Ereignisse
In der heutigen indischen Wahrnehmung wird die Zeit des Ausnahmezustandes fast einhellig negativ gesehen und als „dunkelste Zeit der indischen Demokratie“ betrachtet. Indien sei in dieser Zeit in Gefahr gewesen, von einer Demokratie in eine Diktatur oder autoritäre Staatsform abzugleiten. Letztlich muss aber betont werden, dass Indira Gandhi bei allem Machtinstinkt keine skrupellose, nur auf den eigenen Vorteil bedachte Diktatorin war, als die sie ihre Gegner zum Teil darzustellen versuchten. Indira hatte als Tochter Nehrus die indische Befreiungsbewegung aus nächster Nähe kennengelernt und war zeitlebens davon überzeugt, dass die pluralistische Demokratie, wenn auch in einer mehr personalisierten präsidialen Form, die einzig mögliche Regierungsform für das heterogene Indien darstellte. In einer späteren Aufarbeitung der Ereignisse während der Zeit des Ausnahmezustandes machte die Kongresspartei zum Teil Sanjay Gandhi für die „Exzesse“ während der Zeit des Ausnahmezustandes verantwortlich. Die Janata-Party-Regierung versuchte, den Ausnahmezustand juristisch aufzuarbeiten, jedoch kam es nur zu einigen wenigen Verurteilungen von Personen in niedrigen politischen Positionen.

## Rezeption
Die Ereignisse rund um den Ausnahmezustand sind Teil des Filmes Emergency, der 2025 veröffentlicht wurde. Indira Gandhi wurde von Kangana Ranaut verkörpert.